# Tigase
Tigase est une collection de projets mettant en application la RFC XMPP et des extensions de protocoles standards.
En pratique, c'est un serveur, des clients et des bibliothèques XMPP.

## Sous-projets
- Siskin IM, client XMPP pour iOS
- Stork IM, client XMPP pour Android
- Beagle IM, client XMPP pour macOS
- JaXMPP, bibliothèque XMPP en Java
- Martin, bibliothèque XMPP en Swift
- Halcyon, bibliothèque XMPP en Kotlin